# Молодков
Моло́дков (укр. Молодків) — село в Надворнянской городской общине Надворнянского района Ивано-Франковской области Украины.
Население по переписи 2001 года составляло 2629 человек. Занимает площадь 14 км². Почтовый индекс — 78424. Телефонный код — 03475.